# Meximia decolorata
Meximia decolorata is een keversoort uit de familie boktorren (Cerambycidae). De wetenschappelijke naam van de soort is voor het eerst geldig gepubliceerd in 1865 door Pascoe.